# Andrés de Borgoña
Andrés de Borgoña (Estella, ca. 1562 - post 1588) fue un impresor español del Renacimiento español tardío. Era hijo del encuadernador, librero e impresor afincado en Estella, Pedro de Borgoña y de María de Santa Cruz; su nombre propio, Andrés, corresponde la del patrón de la ciudad, el apóstol san Andrés. 
Su padre, Pedro de Borgoña, tras fracasar en su pretensión de obtener el oficio de impresor del Regimiento de San Sebastián y de las Juntas Generales de Guipúzcoa, regresó a Pamplona, en 1586, donde el Consejo Real de Navarra le había prohibido ejercer como impresor por entender que hacía competencia ilegal a Tomás Porralis de Saboya, tipógrafo oficial de la capital navarra y del Reino. Ante esta situación, Pedro de Borgoña debió de emplear el subterfugio de poner el taller de imprenta a nombre de su hijo Andrés, que entonces tendría unos 24 años. 

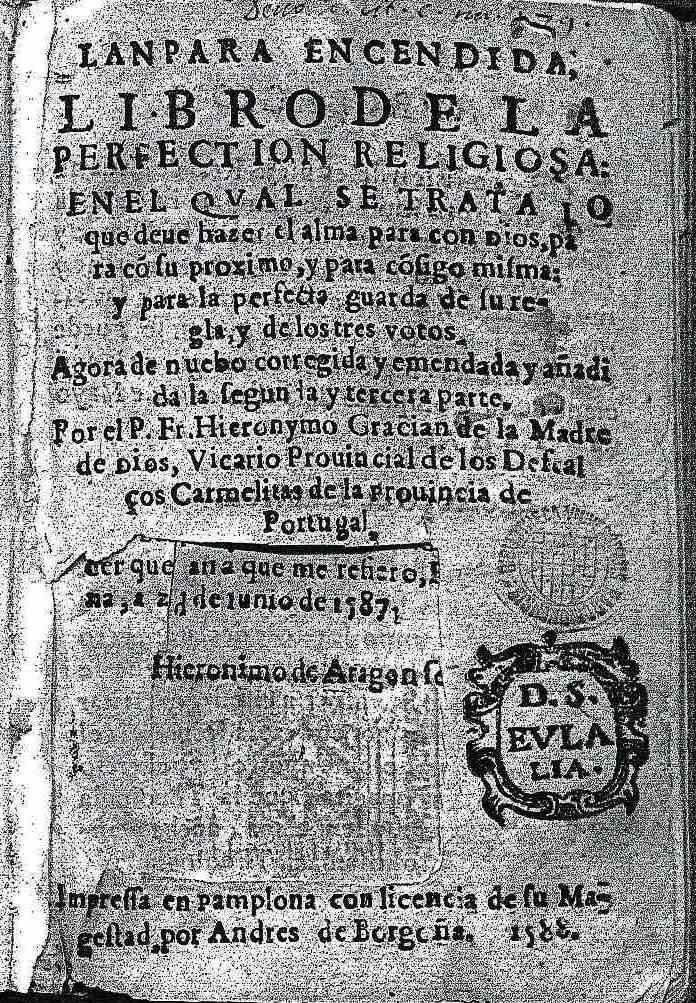
Lámpara encendida, obra impresa por Andrés de Borgoña en Pamplona, en 1588.

Y así, de esta manera, salió a la luz, en 1587, el folleto en octavo titulado Breve suma llamada Descanso de Ánimo de Pedro de Angulo y, al año siguiente, una obra de más volumen, titulada Lámpara encendida, que  en esta ocasión llevaba la licencia del Consejo Real de Navarra concedida a Andrés de Borgoña, «impresor».  El autor de esta obra, el insigne y polémico carmelita descalzo Jerónimo Gracián de la Madre Dios (1545-1614), la había publicado en Pamplona en 1585, en el taller de Tomás Porralis de Saboya, con ocasión de su estancia en esta ciudad con el propósito de fundar el convento de las carmelitas descalzas y, al año siguiente, la mandó imprimir en Lisboa, donde se encontraba en calidad de "Vicario Provincial de los descalzos carmelitas de Portugal".
La bisoñez profesional de Andrés de Borgoña, la precariedad del taller cedido por su padre, los obstáculos legales para trabajar en la capital navarra y la competencia de Tomás Porralis de Saboya, explicarían el fracaso su negocio ya que no volvió a imprimir trabajo alguno.